# Тютьково (Владимирская область)
Тютьково — деревня в Кольчугинском районе Владимирской области России, входит в состав Флорищинского сельского поселения.

## География
Деревня расположена в 13 км на север от центра поселения посёлка Металлист и в 23 км на северо-запад от райцентра города Кольчугино.

## История
В XVIII веке Тютьково принадлежало фамилии боярина Дмитрия Михайловича Пожарского. Церковь в селе в том столетии была деревянная в честь Святителя и Чудотворца Николая. В 1841 году вместо деревянной церкви на средства Матвея Юрьевича Виельгорского, владельца села, и прихожан построена была каменная церковь с колокольней. Престолов в церкви было три: холодный — в честь Воскресения Христова и в теплых приделах: во имя Святителя и Чудотворца Николая и во имя святого апостола Матфея. В 1893 году приход состоял из села Тютьково и села Богословского. Всех дворов в приходе 116, мужчин — 279, женщин — 331. В годы Советской Власти церковь была полностью разрушена.
В конце XIX — начале XX века село входило в состав Петровской волости Юрьевского уезда. 
С 1929 года деревня входила в состав Богородского сельсовета в составе Кольчугинского района, позднее вплоть до 2005 года — в составе Флорищинского сельсовета.

## Население
| 1859 |
| ---- |
| 472  |

| 1859 | 1905 | 2002 | 2010 | 2021 |
| ---- | ---- | ---- | ---- | ---- |
| 472  | ↘434 | ↘20  | ↘7   | ↗10  |